# Frank French
Frank French (ur. w Sacramento, Kalifornia, USA) – amerykański muzyk, współzałożyciel i perkusista zespołu Cake w latach 1991–1994. Odszedł w czasie nagrywania płyty Motorcade of Generosity (1994).
Był członkiem takich zespołów jak True West, TWR.